# De apokalyptiske ryttere
De apokalyptiske ryttere (De fire apokalyptiske ryttere også kendt som Apokalypsens fire ryttere) er beskrevet i kapitel seks i Johannes' Åbenbaring, som er den sidste bog i den kristne bibel. De er symbolske beskrivelser af begivenhederne, der vil foregå i Apokalypsen, Jordens endeligt. Ryttere fremkommer på en hvid, en rød, en sort og en bleg hest. De symboliserer de destruktive kræfter krig, erobring, hungersnød og død. Kun Døden er nævnt direkte i bibelteksten.
 Og jeg så Lammet bryde det første af de syv segl, og jeg hørte et af de fire levende væsener sige med tordenrøst: »Kom!« og jeg så en hvid hest, og han, der sad på den, havde en bue. Han fik givet en krone, og han drog ud fra sejr til sejr. Og da Lammet brød det andet segl, hørte jeg det andet væsen sige »Kom!« og ud kom en anden, ildrød hest, og han, der sad på den, fik givet at tage freden fra jorden, så folk myrder hinanden. Og han fik givet et stort sværd. Og da Lammet brød det tredje segl, hørte jeg det tredje væsen sige »Kom!« og jeg så en sort hest, og han, der sad på den, havde en vægt i hånden. Og jeg hørte nogen sige, som var det en røst midt inde mellem de fire væsener: »Et mål hvede for en denar og tre mål byg for en denar, men olie og vin må du ikke skade!« og da Lammet brød det fjerde segl, hørte jeg det fjerde væsens røst sige: »Kom!« Og jeg så en gustengul hest, og han, der sad på den, hed Døden, og dødsriget fulgte med ham. Og de fik givet magt over en fjerdedel af jorden, til at dræbe med sværd og sult og pest og jordens vilde dyr.

 — Johannes' Åbenbaring: 6:1-8

## Fortolkning
De apokalyptiske ryttere viser sig, når de første fire af de syv segl af en rulle eller en bog, som apostlen Johannes ser i sin åbenbaring, åbnes af Guds lam og Løven af Judas stamme. Den sejrrige kriger på den hvide hest er en militær leder eller Konge, som er hvid (ren) og ophøjet. Rytteren på ildrøde hest med et stort sværd, der skal "tage freden fra jorden, så folk myrder hinanden" symboliserer krig. Rytteren på den sorte hest har et par vægtskåle med sig, som han angiveligt bruger til at måle (veje) fødevarer. Det kan indebære manglende varer eller nød. Og den sidste rytter hedder Døden og sidder på en bleg hest med "helvede" (Hades). Dette er ment som en sygelig farve, som et symbol på skadedyr eller sygdom. Teksten opsummerer de fire ryttere og siger, at "de fik givet magt over en fjerdedel af jorden, til at dræbe med sværd og sult og pest og jordens vilde dyr." Dette billede kan ses som en parallel til tegnet på slutningen af verden i Matthæus 24/25 og Lukas Åbenbaringen 21:6